# Варта! Варта!
«Варта! Варта!» — роман у жанрі гумористичного фентезі британского письменника Террі Пратчетта, восьмий роман у серії творів про Дискосвіт і перший у циклі «Варта». 
Вперше опублікований у 1989 році у видавництві Corgi.
Роман займає 69 місце у списку «200 найкращих книг за версією Бі-бі-сі», а також неодноразово визнавався найкращим у переліку творів 1989 року. 
Роман розповідає про повсякденне життя міської варти славетного міста Анк-Морпорка. Основні принципи роботи вартових: не бігти занадто швидко, аби у жодному разі не наздогнати правопорушника, не встрягати у бійки, аби уникнути стусанів, не привертати до себе надто багато уваги, бо ж раптом хтось попросить про допомогу. Тактика невтручання — найбезпечніша! Та, здається, старі принципи доведеться переглянути. По-перше, до лав вартових записався доброволець: сповнений сил, натхнення та надмірного ентузіазму молодший констебль Морква. Він знає усі закони і правила, неухильно дотримується букви закону й готовий цілком присвятити себе службі. А по-друге, в Анк-Морпорку відбувається державний переворот, Патриція кидають до в'язниці, а королем стає… дракон! Ще той тиран і підпалювач, між іншим. У місті коїться казна-що, анк-морпоркцям потрібна допомога. Та чи вдасться міській варті знову стати доблесною, а головне — врятувати Анк-Морпорк?

## Сюжет
Історія відкриває нічну завісу Анк-Морпорка і таємного «Просвітленого Братства», на чолі з Верховним гросмейстером, що мають за мету скинути Патриція, володаря Анк-Морпорка і встановити власного царя під контролем Верховного гросмейстера. Використовуючи викрадену магічну книгу, вони викликають дракона, щоб завдати страх людям Анк-Морпорка і призвести до змін у владі. Після того, як місто охопить страх та паніка, Верховний гросмейстер за задумом пропонує поставити на престол «спадкоємця», який вб'є дракона і позбуде місто тиранії. Завдання Нічної Варти — капітана Ваймза, сержанта Колона, капрала Ноббса і нового добровольця констебля Моркви — зупинити їх, за деякої допомоги бібліотекаря-орангутана з Невидної академії, який намагається повернути вкрадену книгу назад.
Міська Варта Анк Морпорка — як правило, розцінюється як купа некомпетентних і малоефективних чоловіків, які зазвичай працюють дзвонарями у дзвони, не виконуючи іншої роботи, краще за це. Приїзд молодого констебля Моркви, що увесь час жив і був вихований серед ґномів, вважаючи себе представником цього народу, з власним приїздом у Анк-Морпорк змінює усе; Навіть попри той факт, що усі існуючі офіцери варти або цинічні або некомпетентні, або взагалі усі троє мало чим нагадують справжніх офіцерів. Морква чесний, відвертий і самовпевнений. Крім того запам'ятавши усі «Закони та постанови міст Анк і Морпорк», в перший же день він намагається заарештувати керівника Гільдії злодіїв за крадіжку (Гільдія злодіїв — це дозволена квота законно-ліцензованих злодіїв, концепція, яку у прочитаній і вивченій Морквою книзі давніх законів не враховує). Молодий констебль вихований як ґном, а отже порядним, чесним і законослухняним, що іноді призводить до поганих наслідків у середовищі нового міста, особливо на думку його колег, що не розуміють прагнень Моркви боротися з злочиністю. Стиль поведінки Моркви нерідко схожий на образ британської поліції, що працює на користь місту. Ентузіазм Моркви вражає капітана Ваймза, який вирішує, що Варті, вперше слід намагатися виконувати свої обов'язки, потрібним чином. Ваймз починає розслідувати появу дракона, що призводить до знайомства із Сибіл Ремкіною, селекціонером болотяних драконів. Ремкін дарує маленького дракона на ім'я Еррол сторожі як талісман.
Лідер «Просвітленого Братства» гросмейстер, спочатку успішно керує новим драконом, намагаючись дистабілізувати ситуацію Анк-Морпорка, проте не враховує його здібності і випадково дракон повертається до міста роблячи себе королем Анк-Морпорка (залишаючи живими «Просвітлене Братство») і вимагає, щоб люди Анк-Морпорка приносили йому золото. Незабаром Ваймза ув'язнили до тієї ж камери, що і Патриція — володаря Анк-Морпорка, якого скинув з престолу дракон. Патрицій проводив порівняно комфортний час існування у в'язниці за допомогою щурів, яких він використовує як шпигунів. Бібліотекар-орангутан допомагає Ваймзу врятуватися, і він біжить на допомогу Сибіл, яку було обрано першою дівою, котра буде принесена в жертву. Болотяний дракон вартових — Еррол змінює власну травну систему утворюючи надзвукову систему руху і бореться з королем-драконом, опісля чого перемагає його у небесних просторах міста. Зібрані усі разом мешканці міста, намагаються вбити короля-дракона, проте Сибіл навпаки, благає про порятунок такої істоти. Морква замість вбивства, заарештовує дракона, однак Еррол дозволяє дракону втекти, виявивши, що вона насправді жіночого роду, а битва між ними був — ритуал залицяння.
Сем Ваймз продовжує боротися зі злочиністю заарештовуючи Верховного гросмейстера (Люпіна Вонса, секретаря Патриція), але Морква випадково спричиняє смерть чоловіка, через слова капітана: «Вразь його своєю книгою, Моркво». Як виявляється ґноми погано розуміють метафори і молодий констебль влучає прямо у гросмейстера власною книгою: «Закони і постанови міст Анк і Морпорк», завершуючи існування «Просвітленого Братства».
Патрицій відновлюється як правитель Анк-Морпорка, і пропонує Варті все що завгодно, як нагороду. Вони просять лише скромної заробітної плати, нового чайника та «дошку для гри в дротики». Однак старий, сторожовий будинок був знищений драконом. Леді Ремкін дарує свій будинок дитинства в Псевдополлі для міської варти.

## Персонажі
- Капітан Ваймз — головний у «Міській Варті», що на початку твору описаний як: некомпетентний чоловік, що недбало виконує власні обов'язки, забувши справжні цінності «Міської Варти», невипадково закоханий у леді Ремкін.
- Морква- молодий констебль, що усе життя мешкав серед ґномів. Одного дня дізнається про той факт, що він не належить до цього народу і тому вирушає до Анк-Морпорка, вивчивши усю книгу «Закони і постанови міст Анк і Морпорк».
- Капрал Ноббс — один із членів «Міської ВартИ», постійно курить недопалки, будь-яка сигарета у нього миттєво стає недопалком і відправляється за вухо. Має дивні звички, які показує його оточенню.
- Сержант Колон- найстаріший вартовий у Варті. Він уже був констеблем, коли в Варту вступив Ваймз. Одружений з пані Колон, з якою протягом довгих десятиліть шлюбу підтримує ніжні стосунки — головним чином тому, що його нічні зміни і її денна робота не дозволяють внести в їх шлюб певні негаразди; вранці він готує для неї чай, а вона ввечері робить йому улюблену вечерю.

## Відсилання у творі
Террі Пратчетт неодноразово пародіює певні твори, чи витвори у власних романах у серії Дискосвіт. Зокрема у «Варта! Варта!» — сюжет з драконом неодноразово натякає на роман «Гобіт» Толкіна у якому також йшла мова про Смоґа, дракона під Одинокою горою. Крім цього відсилання до ґномів, натякає також на цей роман, де були присутні 11 мандрівників ґномів.